# سر میکس ا لات
آنتونی ری یا سر میکس ا لات (به انگلیسی: Sir Mix-A-Lot) (۱۲ اوت ۱۹۶۳) خواننده رپ آمریکایی است. او به خاطر آلبوم مک ددی(Mack Daddy) خود که در سال ۱۹۹۲ تولید کرد مشهور است و آهنگ (Baby got Back) او جایزه‌های بزرگی چون جایزه گرمی گرفت.